# Notting Hill Coronet
Il Notting Hill Coronet è un cinema, costruito inizialmente come un teatro, a Notting Hill a Londra, Inghilterra.
Il Coronet è stato concepito come un teatro dal famoso architetto W.G.R. Sprague, con un costo di £25.000, inaugurato nel 1898. Venne descritto da The Era come un "teatro di cui l'intero paese può essere orgoglioso". Attori famosi che recitarono nel teatro nei suoi primi giorni furono Ellen Terry e Sarah Bernhardt. Soffrì tuttavia di essere al di fuori del quartiere londinese, tradizionale teatrale, di West End, pur essendo abbastanza vicino a quella zona (a differenza di altri teatri provinciali). Nel 1916, alcuni film cinematografici vennero mostrati a teatro per la prima volta.
Nel 1923 divenne un cinema a tempo pieno e la capacità venne ridotta da 1.143 a 1.010 posti, ma mantenne, come ancora oggi è possibile vedere, gli interni originali del teatro, composto da stalle e due livelli superiori. Tuttavia, le stalle su ciascun lato della sala, accanto al palco, sono state rimossi nel 1931; lo schermo cinematografico è posto all'interno del boccascena. Le apparecchiature di proiezione si trovano nell'ex-galleria.
Nel 1931, il cinema divenne parte della Gaumont-British Cinema. Nel 1950, fu rinominato "Gaumont" e il livello superiore venne chiuso per i posti a sedere e la capacità venne pertanto ridotta a 196 in galleria ed a 319 in platea, per un totale di 515. Nel 1972, la Rank Organisation (che lo aveva ripreso dalla Gaumont) propose di demolire l'edificio, ma una campagna locale, basata sulle sue qualità architettonica e sulla sua interessante storia assicurò al teatro la sopravvivenza e, di fatto, venne rimesso a nuovo. Nel 1977 venne venduto dalla Rank Organisation ad un operatore di cinema indipendente, e il suo nome tornò ad essere l'originale Coronet, invece di Gaumont. I nuovi proprietari sostituirono i posti a sedere in platea, in modo da fornire più spazio per le gambe, riducendo la capacità totale di cinema a 399 posti.
Nel 1989, l'edificio fu nuovamente in pericolo, ma venne protatto. Nel 1996, un secondo schermo con 151 posti a sedere venne aperto nella zona palco. Nel 2004, fu acquistato dagli attuali proprietari, Kensington Temple, un grande congregazione locale della chiesa pentecostale. Tuttavia, esso continua ad offrire nella programmazione cinema indipendente, senza alcuna censura o inclinazione cristiana. È stato, per esempio, la sede della première del film I segreti di Brokeback Mountain.